# New Albin
New Albin és una població dels Estats Units a l'estat d'Iowa. Segons el cens del 2000 tenia 527 habitants.

## Demografia
Segons el cens del 2000, New Albin tenia 527 habitants, 226 habitatges, i 139 famílies. La densitat de població era de 924,9 habitants/km².
Dels 226 habitatges en un 29,2% hi vivien nens de menys de 18 anys, en un 50% hi vivien parelles casades, en un 8% dones solteres, i en un 38,1% no eren unitats familiars. En el 34,1% dels habitatges hi vivien persones soles el 15,9% de les quals corresponia a persones de 65 anys o més que vivien soles. El nombre mitjà de persones vivint en cada habitatge era de 2,33 i el nombre mitjà de persones que vivien en cada família era de 2,99.
Per edats la població es repartia de la següent manera: un 26,9% tenia menys de 18 anys, un 7,6% entre 18 i 24, un 25,8% entre 25 i 44, un 19,4% de 45 a 60 i un 20,3% 65 anys o més.
L'edat mediana era de 38 anys. Per cada 100 dones de 18 o més anys hi havia 96,4 homes.
La renda mediana per habitatge era de 32.981 $ i la renda mediana per família de 36.667 $. Els homes tenien una renda mediana de 26.625 $ mentre que les dones 19.375 $. La renda per capita de la població era de 14.049 $. Entorn del 4,5% de les famílies i el 6,6% de la població estaven per davall del llindar de pobresa.

## Poblacions més properes
El següent diagrama mostra les poblacions més properes.